# Insatiable (album Nadine)
Insatiable è l'album di debutto della cantante pop irlandese Nadine, componente del noto gruppo delle Girls Aloud, pubblicato l'8 novembre 2010 dall'etichetta discografica Black Pen Records. La copertina e le tracce dell'album sono state rivelate nel settembre del 2010.
L'album è entrato alla ventesima posizione della classifica irlandese e alla quarantasettesima di quella britannica con vendite che hanno deluso le aspettative. È preceduto dal singolo Insatiable, entrato in classifica in entrambi i Paesi.

## Sfondo
Dopo essere stata membro delle Girls Aloud per sette anni, Nadine Coyle ha annunciato di voler pubblicare un album da solista. Nel maggio del 2009 Nadine ha annunciato che ha firmato un contratto con l'etichetta EMI Music. Al Late Late Show, condotto da Pat Kenny, ha affermato: "Sto scrivendo delle canzoni che hanno uno stile leggermente diverso da quello delle Girls Aloud, pertanto sto facendo questo, scrivendo dopo essere stata una delle Girls Aloud. [..] Ho molto materiale e tanto da fare, c'è solo da prender tempo e selezionare le canzoni giuste da pubblicare." Ha ricevuto degli aiuti da Barbara Charone, che ha lavorato con Madonna e Christina Aguilera. "Non c'è stato niente di sbagliato in quello che è successo o in quello che è stato per anni, perché è stato più che altro di successo," ha detto Nadine. "M'è semplicemente sembrato di aver preso una strada totalmente diversa personalmente, sia nello scrivere le canzoni e nella loro produzione, sia nei collaboratori. Con quelli nuovi ho la possibilità di ricominciare da zero." Nonostante tre grandi etichette discografiche abbiano contattato Nadine, è stato riportato che lei non fosse riuscita ad ottenere un contratto da solista, nemmeno dai Polydor Records, che hanno pubblicato gli album delle Girls Aloud. Ciò fu tuttavia smentito dal manager di Nadine, Bruce Garfield. Nell'aprile del 2010 è stato riportato che la cantante avesse firmato un contratto coi Geffen Records, che fu cancellato dopo poco tempo.
Nell'agosto del 2010 Nadine ha firmato ufficialmente un contratto col gruppo di distribuzione britannico Tesco per vendere in esclusiva Insatiable. Rob Salter, il direttore di Tesco, ha affermato: "Siamo felici che Nadine Coyle abbia deciso di affidarsi a Tesco per il suo primo album. Nadine ci ha consegnato un vero album con integrità musicale e soprattutto con quella fantastica, calda voce e quelle magnifiche canzoni che pensiamo attireranno tutti i clienti di Tesco." L'album è stato pubblicato dall'etichetta fondata da Nadine, Black Pen Records. "Il modello tradizionale per vendere un album non è l'unico modo per farlo," ha affermato Nadine. "Essere capace di creare un album dove tu hai il controllo totale del tuo stesso lavoro è un'opportunità che capita una sola volta nella vita per un artista." Nadine ha rifiutato le offerte di alcune grandi etichette discografiche, tra cui l'Universal Music.

## Registrazione
Nadine ha registrato l'album a Londra, Los Angeles, Malibù e Stoccolma. Ha lavorato con molti produttori e autori musicali come Desmond Child, Guy Chambers, Mike Elizondo, Steve Booker, Toby Gad, Tony Kanal e Ricci Riccardi. Nadine ha inoltre lavorato con Lucie Silvas, Kyle Cook, William Orbit e Tiësto. Nadine ha detto che ha abbozzato la maggior parte delle sue canzoni nella sua abitazione a Londra, prima di farle ascoltare ai produttori. Alcune tracce sono state registrate nel suo salotto, altre addirittura nella sua camera. Secondo quanto detto in un'intervista con Steve Booker, Nadine ha raccolto idee per i suoi brani utilizzando il programma GarageBand. Nadine ha affermato: "[Io e Steve Booker] non abbiamo mai cercato di fare note intense, quindi è stato difficile far funzionare bene il mio stile s'un album delle Girls Aloud." Nel febbraio del 2010 Nadine ha affermato che ha registrato delle altre tracce per rendere l'album perfetto, in modo tale da avere "più scelte".

## Stili
L'album è influenzato dalla musica degli anni 1980 e degli anni 2000 attraverso la morbida musica soul, gioiose ballate e musiche in stile Tina Turner. The Daily Mirror ha inoltre notato che alcune canzoni ricordano molto la Turner. Ha inoltre preso ispirazione dall'ultimo album dei Sade, Soldier of Love. I titoli di alcune canzoni sono stati rivelati prima della pubblicazione dell'album: Insatiable, scritta dalla cantante con Guy Chambers, "mostra un sound più duro, con tanta chitarra elettrica, per una cantante pop." È stata descritta come un "ampolloso assaggio di synthpop." Red Light è stata definita un pezzo da discoteca, che include elementi della musica di Annie Lennox, con un assolo di chitarra della durata di quaranta secondi. "Chained" is a contemporary R&B song with "a sparkly synth backline" built around a synth riff similar to Whitney Houston's "My Love Is Your Love". Natural, anch'essa scritta con Guy Chambers, è stata definita un "piccolo pezzo attillato." Unbroken è una "profonda, ardente ballata della durata di cinque minuti" nella quale la cantante canta in un "falsetto quasi da opera".

## Tracce
1. Runnin' (Nadine Coyle, Julian Bunetta, Ruth-Anne Cunningham) - 4:05
2. Put Your Hands Up (Nadine Coyle, Arnthor Birgisson) - 3:45
3. Chained (Nadine Coyle, Ricci Riccardi, Gareth Owen) - 3:59
4. Insatiable (Nadine Coyle, Guy Chambers) - 3:07
5. Red Light (Nadine Coyle, Steve Booker, Ricci Riccardi, Gareth Owen) - 4:11
6. My Sexy Love Affair (Nadine Coyle, Toby Gad) - 4:06
7. Lullaby (Nadine Coyle, Alex Contrell, Louis Bell) - 3:13
8. You Are the One (Nadine Coyle, Toby Gad) - 4:06
9. Natural (Nadine Coyle, Guy Chambers) - 3:36
10. Raw (Nadine Coyle, Guy Chambers) - 3:44
11. Rumors (Nadine Coyle, Alex James, Andreas Romdhane, Josef Larossi) - 3:52
12. Unbroken (Nadine Coyle, Steve Booker) - 5:04
13. Make a Man Out of You Yet (Nadine Coyle) - 4:16

## Classifiche
| Classifica (2010) | Posizione massima |
| ----------------- | ----------------- |
| Irlanda           | 20                |
| Regno Unito       | 47                |